# رینا تلگمایر
رینا تلگمایر (متولد ۲۶ مه ۱۹۷۷) کارتونیستی آمریکایی است. او در سانفرانسیسکو بزرگ شد و بعداً به نیویورک نقل مکان کرد و آن‌جا مدرک تصویرسازی خود را از دانشگاه هنرهای تجسمی گرفت. رینا تلگمایر قبلاً به همراه همسر و همکار کارتونیستش، دیو رومن، در آستوریا، کویینز نیویورک زندگی می‌کرد ولی در حال حاضر در سان فرانسیسکو، کالیفرنیا زندگی می‌کند.

## آثار
- خواهرها

کتاب خواهرها که رینا تلگمایر آن را بر اساس خاطرات کودکی و ماجراهایش با خواهر کوچکش نوشته و تصویرسازی کرده، یکی از پرفروش‌ترین کتاب‌های مصور نوجوانانه‌ی فهرست نیویورک‌تایمز است. از دیگر جایزه‌های این کتاب می‌توان به جایزه‌ی ویل آیزنر اشاره کرد. این کتاب توسط هدا نژادحسینیان به فارسی ترجمه و توسط نشر ادامه (واحد کودک و نوجوان نشر اطراف) منتشر شده است.   
- لبخندها

کتاب لبخندها که رینا تلگمایر بر اساس خاطرات کودکی خودش از کلاس ششم تا دبیرستان و ماجراهای ارتودنسی دندان‌هایش نوشته و تصویرسازی کرده، یکی از پرفروش‌ترین کتاب‌های مصور نوجوانانه‌ی فهرست نیویورک‌تایمز است. از دیگر جایزه‌های این کتاب می‌توان به جایزه‌ی «ویل آیزنر» برای بهترین اثر نوجوانان و نشان گلوب-هورن بوستون اشاره کرد. این کتاب توسط هدا نژادحسینیان به فارسی ترجمه و توسط نشر ادامه (واحد کودک و نوجوان نشر اطراف) منتشر شده است.  
- دلهره‌ها

تلگمایر در کتاب دلهره‌ها داستان بیماری گوارشی‌اش را برایمان می‌گوید و اعتقاد دارد ترس‌ها و نگرانی‌هایش بخشی از هویت اوست و برای مهارشان تا جایی که می‌تواند می‌کوشد. او در این کتاب به بچه‌ها می‌گوید که چطور دل‌وجرئت به خرج دهند و از احساس‌شان برای بزرگترها حرف بزنند، آن‌ها را بنویسند، نقاشی‌شان کنند و با دوستان‌شان در میان بگذارند. این کتاب توسط بشرا مهرمحمدی  به فارسی ترجمه و توسط نشر ادامه (واحد کودک و نوجوان نشر اطراف) منتشر شده است. 

### جوایز و افتخارات کتابدلهره‌ها
- برنده جایزه ویل آیزنر (معتبرترین جایزه‌ی دنیای کمیک) برای بهترین کتاب کودک و بهترین نویسنده/هنرمند
- در فهرست پرفروش‌های نیویورک‌تایمز، یو‌اس‌ای تودی و پابلیشرز ویکلی
- بهترین کمیک سال ۲۰۱۹ به انتخاب نیویورک‌تایمز
- بهترین کتاب کودک سال ۲۰۱۹ به انتخاب نیویورک‌تایمز
- بهترین گرافیک‌ ناول سال به انتخاب واشینگتن پست
- بهترین گرافیک‌ ناول سال به انتخاب فوربس
- بهترین کتاب به انتخاب ان‌پی‌آر
- بهترین کتاب به انتخاب تایم
- در فهرست ۲۰ کتاب برتر آمازون در سال ۲۰۱۹
- در فهرست بهترین کتاب‌های کودک com
- در فهرست «بهترینِ بهترین»‌های کتابخانه‌ی عمومی شیکاگو
- بهترین کتاب سال به انتخاب اسکول لایبرری ژورنال
- بهترین گرافیک ناول سال به انتخاب اسکول لایبرری ژورنال

رینا تلگمایر همچنین خالق کتاب دراما از کتاب‌های پرفروش نیویورک‌تایمز و یکی از ده کتاب مصور برتر نوجوانان یالسا است.
رینا همچنین تصویرسازی مجموعه‌کتاب «باشگاه پرستاران بچه» را انجام داده که این مجموعه نیز در لیست برترین کتاب‌های مصور نوجوانان یالسا انتخاب شده است.